# Bror Bernild
Bror Damgaard Bernild (født 11. april 1921 i Hillerød, død 1. december 2013 i Helsingør) var en dansk fotograf og tidligere modstandsmand.
Søn af politiker og redaktør Holger Emil Bernild (1878-1958) og Maren f. Damgaard (1884-1957).
Han blev 1942 udlært hos Sven Türck  og etablerede 1943 eget atelier for reklame-, mode-, arkitektur-, illustrations- og portrætfotografering.
Som medlem af Modstandsbevægelsens Filmgruppe var Bror Bernild i 1943 medfotograf på det, som senere skulle blive Danmarks Frihedsråds film Det gælder din Frihed, og blev i 1944 arrestereret af Gestapo for at have produceret en fotoreportage om Folkestrejken.
Med tekst af Karl Roos udgav Bror Bernild i 1946 fotobogen Kan vi være dette bekendt? med fotografier optaget i 1945 flere steder i Danmark. Bogen dokumenterer leveomstændighederne for samfundets bagtrop med bolig i små, mørke og usunde lejligheder. Et udvalg af fotografierne blev vist på en særudstilling i marts-april 2010 på Museet for Fotokunst i Odense; i forbindelse med udstillingen donerede Bror Bernild en stor del af sit værk til museet.
Portrætfilmen om og med Poul Henningsen, Meninger i tiden (1953), blev produceret, skrevet og filmet af Bror Bernild og Børge Høst. Bror Bernild var tillige stillfotograf på Henning Carlsens film Klabautermanden (1969) og på tv-serien Matador (1978-82).
Bror Bernild har haft ansvar for flere fotoudstillinger, bl.a. for Landbrugsraadet og Akademisk Arkitektforening. I 1957 arrangerede han på Charlottenborg udstillingen Vi mennesker, den danske udgave af den turnerende internationale fotoudstillig The Family of Man, som Edward Steichen 1955 skabte på Museum of Modern Art i New York. Udstillingen blev et tilløbsstykke og en mærkepæl i dansk foto- og kulturhistorie.